# Om religionen
Om religionen är en samling med artiklar av Lenin rörande hans syn på religionen. Lenin var marxist och ateist, men han försvarade en begränsad religionsfrihet, även om han var emot statskyrkan.[källa behövs]